# Дуо Дац
Дуо Дац (хебр. דץ ודצה) био је израелски музички поп дует који је на музичкој сцени деловао у периоду 1986—2006. године. Групу су чинили супружници Орна и Моше Дац. 
Током 30 година постојања група је објавила 6 студијских албума, 3 компилације и 2 албума са дечијим песмама.  
Широј музичкој јавности ван Израела постали су познате након што су представљали Израел на Песми Евровизије у Риму 1991. са песмом Kan (у преводу Овде), где су са 139 освојених бодова заузели високо треће место.